# كونشيتا باوتيستا
ماريا كونسبسيون باوتيستا فرنانديز (من مواليد 27 أكتوبر 1936) والمعروفة فنياً باسم كونشيتا باوتيستا هي مغنية وممثلة إسبانية ، اشتهرت بمشاركتها في مسابقات الأغنية الأوروبية لعام 1961 و 1965.
انتقلت باوتيستا من موطنها الأندلس إلى مدريد في سن المراهقة ، وسرعان ما أثبتت نفسها كممثلة ، وظهرت في عدد من الأفلام في الخمسينيات. في نفس الوقت كانت تكتسب سمعة كمترجمة للموسيقى الأندلسية وحصلت على عقد تسجيل مع شركة كولومبيا.
في عام 1961 شاركت كونشيتا في اختيار دخول إسبانيا لأول مرة في مسابقة الأغنية الأوروبية بأغنية "Estando contigo" ("Being with You") ، والتي تم اختيارها كممثل للبلاد في مسابقة الأغنية الأوروبية السادسة التي أقيمت في مدينة كان ، فرنسا ، في 18 مارس 1961، تم اختيار أغنية "Estando contigo" كأغنية افتتاحية للمسابقة وفي نهاية التصويت تم اححتلت المركز التاسع من أصل 16 .